# Língua de Sinais da Mongólia
A Língua de Sinais da Mongólia (em Portugal: Língua Gestual da Mongólia) é a língua de sinais (pt: língua gestual) usada pela comunidade surda da Mongólia.